# Titus Andronicus
I Titus Andronicus sono un gruppo indie rock/punk statunitense con forti elementi folk guidato da Patrick Stickles. Sono noti per la loro radicata attitudine DIY che li porta a rifiutare compromessi di natura commerciale nella realizzazione dei loro lavori. Prendono il nome dall'omonima tragedia di William Shakespeare.

## Storia
Si sono formati nel 2005 a Glen Rock nel New Jersey da Liam Betson, Ian Graetzer, Eric Harm, Patrick Stickles e Dan Tews. Il nome proviene dal titolo dell'omonima tragedia di William Shakespeare.
Tra i loro ispiratori si possono annoverare sia Bruce Springsteen, i Bright Eyes, i Pixies, i Clash e per la voce Shane MacGowan dei Pogues.
Debuttano nel 2008 con l'album The Airing of Grievances per la piccola Troubleman Unlimited poi per la XL nel 2009.
Nel 2010 il secondo disco The Monitor, sorta di concept album sulla guerra di secessione e intitolato come l'omonima nave corazzata statunitense, rappresenta una crescita artistica del gruppo, ci sono citazioni storiche mentre i suoni grezzi dell'esordio sono qui ammorbiditi dalla presenza di molti strumenti della musica folk suonati da alcuni ospiti facendoli paragonare ai Pogues o ai Replacements
Dei membri originari rimangono solo Patrick Stickels ed Erick Harm. Nel 2012 il gruppo pubblica il terzo album Local Business, meno tortuoso e complicato del precedente e più vicino ad un classico rock 'n' roll venato di punk e folk.
Nel 2015 hanno pubblicato il quarto album, The Most Lamentable Tragedy sempre la Merge. Concept album composto da 5 atti, con ventinove tracce e lungo oltre 93 minuti che raccontano il rapporto di eroe senza nome alle prese con le proprie nevrosi.

## Discografia
- 2009 - The Airing of Grievances (Troubleman/XL)
- 2010 - The Monitor (XL)
- 2012 - Local Business
- 2015 - The Most Lamentable Tragedy (Merge)
- 2018 - A Productive Cough
- 2019 - An Obelisk
- 2022 - The Will to Live